# 6 ventôse
6 pluviôse 6 germinal
Le sextidi 6 ventôse, officiellement dénommé jour de l'asaret, est le 156e jour de l'année du calendrier républicain.
C'était généralement le 24e jour du mois de février dans le calendrier grégorien.